# やじうまペナントレース
『やじうまペナントレース』は、1988年およびそれ以降にクロスメディアソフト（ビクター音楽産業）から発売された日本のプロ野球を題材とした、日本のコンピュータゲーム。

## シリーズ一覧

### やじうまペナントレース
プレイヤーキャラを鍛え上げ、6球団によって争われるペナントレース130試合に出場し、優勝すれば、Pリーグ・オールスターチームと日本シリーズを戦う。最終的にM.V.Pを取るのが目的の野球シミュレーションゲーム。登録されている選手は当時の実在のプロ野球選手をもじった名前になっている。監修は田淵幸一、作者は石切山英詔。1990年4月に1990データが別売された。

### やじうまペナントレース 12球団篇
PC-8800シリーズ対応版を元に移植されたPC-9800シリーズ12球団によるペナントレースを争う野球シミュレーション。PC-88に引き続き、田淵幸一が監修を務めている。後に1989年データ、1990年データが別売された。

### やじうまペナントレース 1989
『やじうまペナントレース』のX68000対応版。1989年度のデータを収録、後に1990年データも別売。

### やじうまペナントレース2
『やじうまペナントレース』を12球団対応としたバージョンアップ版。1991年2月発売。パソコンゲームでは初めてのセ・パ両リーグ12球団公認ソフトとされており、データは1990年当時の球団名、選手名が実名（漢字表示）で登録されている。ドラフト会議など、新しい要素が追加されており、各球団の監督の似顔絵もCG表示される。プログラムはオフィス恒環が担当。